# エミリー・ロイド
エミリー・ロイド（Emily Lloyd, 1970年9月29日 - ）は、イギリス出身の女優である。16歳のとき、イギリス映画『あなたがいたら/少女リンダ』で鮮烈なデビューを飾り、世界的に脚光を浴びる。全米映画批評家協会賞の最優秀主演女優賞を受賞。類稀な才能で将来を嘱望されるが、ほどなくして精神病を患い、「ハリウッド史上最も不運な女優」などと呼ばれた。父は『ハリー・ポッターと炎のゴブレット』の出演などで知られる俳優のロジャー・ロイド＝パック。

## 来歴

### 生い立ち
1970年9月29日ロンドンにて、舞台俳優の祖父、テレビ/映画俳優の父、俳優エージェントの母という芸能一家に生まれる。彼女が18か月の時に両親は離婚し、母方に引き取られる。幼い頃から父に憧れて俳優を志し、15歳のとき、ロンドン中心部から南西に位置するウォーキング(Woking)の演劇アカデミーに通い始める。

### 一躍スターダムに
1987年、『あなたがいたら/少女リンダ』で映画デビュー。田舎町に暮らす風変わりな少女リンダを伸びやかに演じ、母国イギリスにとどまらず、カンヌやアメリカでも大きな話題を呼んだ。批評家からも余りある賛辞が寄せられ、英国アカデミー賞最優秀女優賞ノミネート、イブニング・スタンダード英国映画賞と全米映画批評家協会賞の最優秀女優賞を受賞した 
。一躍スターダムにのし上がり、ハリウッドからオファーが殺到する。
この時、エミリーの成功を受けてスティーブン・スピルバーグは「映画ビジネスに関わることなく、普通の子供になってディズニーランドに行きなさい」と警告し、父ロジャーも勉学に励むことを望んでいた。

### ハリウッドでの不遇
1988年、17歳で単身アメリカに渡ると、大人たちから最上級のセレブとして扱われ、ビバリーヒルズにそびえる一流ホテルのスイートルームが提供された。彼女を起用したい映画監督やプロデューサーからは贅沢なプレゼントが贈られ、トップスターとのパーティーに明け暮れる夢のような日々を送った。しかし、次第に精神のバランスを崩し、チック症、軽度の統合失調症、うつ病、集中力低下や幻聴などの症状が現れ、薬が手放せない状態に陥ってしまう。これ以降、精神の不安定さと薬の副作用による倦怠感、それに伴う周囲との軋轢に苦しむ人生を送ることになる。
1989年、ピーター・フォーク主演『私のパパはマフィアの首領』のW主演の座をジョディ・フォスターを含む5,000人以上の女優を破って勝ち取る。撮影中のエミリーの態度に腹を据えかねたピーターが平手打ちを喰らわせると、エミリーは泣くどころかピーターに平手打ちをし返したという逸話が残っている。同年、ブルース・ウィリス主演『イン・カントリー』に出演。撮影中の不仲を噂されたが、エミリー本人がこれを否定している。いずれも撮影中は精神疾患の影響による不遜な態度で評判を落とすが、演技に対しては真摯に取り組んでおり批評家からは一定の評価を得ている。
1990年、『恋する人魚たち』の契約後に、『プリティ・ウーマン』のオファーがあったため、やむなく後者を断っている。しかし、『恋する人魚たち』主演のシェールが「自分の娘役にエミリーは相応しくない（全く似ていない）」と強く主張したため降板に追い込まれる。エミリーは契約違反で映画製作会社を訴え17万5000ドルの損害賠償金を手にするが、キャリアにおける大きなチャンスを逃したことに変わりはなかった。『プリティ・ウーマン』でエミリーがオファーされた役をジュリア・ロバーツが、『恋する人魚たち』でシェールの娘役をウィノナ・ライダーが務めている。同年、キーファー・サザーランド主演の『危険な遊戯 ハマースミスの6日間』で40年代のショーガールを演じ、高評価を得た。当時、交際中のロック歌手ギャヴィン・ロスデイルの女グセの悪さに悩まされたエミリーは、彼の部屋で抗うつ薬を過剰摂取し手首を切る自殺未遂騒動を起こし、6週間の入院を余儀なくされた。
1991年、フェイ・ダナウェイ主演の群像劇『セックスの義務と権利』に出演。
1992年、ロバート・レッドフォード監督の『リバー・ランズ・スルー・イット』で、ブラッド・ピットと共演。この時の撮影では、エミリーに精神科医が付き添い、監督のロバート・レットフォードはエミリーの状況をよく理解し励まし続けた。同年、ウディ・アレン監督『夫たち、妻たち』にキャスティングされるが、撮影中トレーラーに閉じ籠るなどの態度を理由に2週間で解雇される。のちに体調不良で嘔吐していたためと語っている。エミリーの代役をジュリエット・ルイスが務めた。
1994年、テレビのSF短編『Override』に出演。
1995年、SFコミックの実写映画『タンク・ガール』の主演にキャスティングされるが、「役作りのための剃髪を拒否したため」という理由で監督に解雇される。しかし事実ではなく、監督との性格の不一致が本当の原因だろうと語っている。この映画のために4か月間トレーニングに励んでいたこともありダメージは大きく、エミリーの精神は崩壊してしまった。同年、インディペンデント映画『Under the Hula Moon』の出演を最後にアメリカをあとにする。

### 挫折、そして安定の兆し
1996年、25歳でロンドンに戻り、ノッティング・ヒルの映画館エレクトリックシネマで、映画100周年を記念して企画された、映画を題材にした戯曲『マックス・クラッパー - 絵の中の生涯』で舞台デビューを果たす。同年、映画は『ドリームゴール』『DEAD GIRL/狂気の愛』『Masculine Mescaline』『BULLET バレット』『ウェルカム・トゥ・サラエボ』に出演。
1997年、著名な舞台プロデューサーのビル・ケンライトが手掛ける戯曲『ピグマリオン』のイライザ役にキャスティングされるが、演出家がエミリーとは仕事ができないという理由で降りてしまう。他のキャストとも関係が悪化し、エミリー自ら降板した。同年、インド滞在中に、精神疾患には禁忌とされる抗マラリア薬メフロキンを服用して体調を崩し、さらに、ダライ・ラマ法王との面会を待っている間に、寺院内の野良犬に噛まれてしまう
。精神的にも肉体的にも衰弱し、２週間の旅で体重が13キロ減り、強迫性障害を発症。しかし無理を押して、映画『迫撃者』に出演している。
1998年、SF映画『ブランニュー・ワールド』に出演。
2002年、インディペンデント映画『The Honeytrap』に主演。批評家から高評価を受ける。
2003年、テレビSF映画『リバーワールド』と、インディペンデント映画『Hey Mr DJ』に出演。また、イギリス各地を巡業するシェイクスピア・フェスティバルの舞台『ハムレット』でオフィーリア役を演じたが、評価は芳しくなかった。
2005年、注意欠陥障害と診断され、治療に専念することを決意する。同年、新聞のインタビューで、ロンドン東部の質素なアパートに一人で暮らしていることや、リンダ役を演じたことは「祝福でもあり、呪いでもあった」など語っている。
2008年、ショートフィルム『The Conservatory』に端役で参加。
2011年、父ロジャーとともに動物愛護団体を表敬訪問し、愛犬ランドルフと戯れる様子がカメラに収められている。
2013年、自伝「Wish I Was There（私はそこに居ればよかったのに）」を出版。生い立ちから女優としてのキャリア、精神疾患まで、波瀾万丈な人生を赤裸々に綴った。幼少期に母の再婚相手から性的虐待を受けたことを告白し、そのことが自身が抱える数々の精神疾患に大きく関与していたことを認めている。
2014年、1月に最愛の父ロジャーを膵臓癌で失う。同年10月、かねてから交際していたミュージシャンのクリスチャン・ジュップとの間に娘アラベルが生まれる。44歳での出産であった。子供が産まれたことにより精神が安定したと語っており、くしくもデビュー作『あなたがいたら/少女リンダ』のリンダと同じ状況となった。
2017年、『あなたがいたら/少女リンダ』の30周年記念上映会に登壇した。ロケ地であるイングランド南部ウェスト・サセックスのワージング(Worthing)で映画史に関する書籍出版に合わせたもので、デヴィッド・リーランド監督らとともに元気な姿を見せ、大きな歓声を浴びた。

## 人物・エピソード
- 1987年『あなたがいたら/少女リンダ』公開時、英国版モリー・リングウォルド[41]や第二のマリリン・モンロー[14]などとも言われた。また来日時、不遜な態度で映画の役柄そのままだとも噂された[42]。
- 渡米して直ぐ、ショーン・ペンやヴァル・キルマーらトップスターと交流し、ジャック・ニコルソンやレオナルド・ディカプリオ、ドナルド・トランプとも顔を合わせていたと明かしている[14]。
- 1993年から1994年末、俳優のダニー・ヒューストンと交際していた[15]。
- 鮮烈なデビューで多くの人の記憶に残っていることから、「あの人は今」のような扱いをしばしば受けている[3]。

## 出演作品

### 映画
| 公開年 | 邦題 原題                                                                    | 役名                      | 形態 | 備考        |
| ------ | ---------------------------------------------------------------------------- | ------------------------- | ---- | ----------- |
| 1987   | あなたがいたら/少女リンダ Wish You Were Here                                 | Lynda Mansell             |      |             |
| 1989   | 私のパパはマフィアの首領 Cookie                                              | Carmela 'Cookie' Voltecki |      |             |
| 1989   | ブルース・ウィリス/イン・カントリー In Country                               | Samantha Hughes           |      |             |
| 1990   | 危険な遊戯 ハマースミスの6日 Chicago Joe and the Showgirl                    | Betty Jones               |      | [ 注釈 1 ]  |
| 1991   | セックスの義務と権利 Scorchers                                               | Splendid                  |      | [ 注釈 2 ]  |
| 1992   | リバー・ランズ・スルー・イット A River Runs Through It                       | Jessie Burns              |      |             |
| 1995   | Under the Hula Moon                                                          | Betty Wall                |      | [ 注釈 4 ]  |
| 1995   | 百一夜 A Hundred and One Nights (仏題:Les Cent et une nuits de Simon Cinéma) |                           |      |             |
| 1996   | ドリームゴール When Saturday Comes                                           | Annie Doherty             |      | [ 注釈 5 ]  |
| 1996   | DEAD GIRL/狂気の愛 Dead Girl                                                 | Mother                    |      | [ 注釈 6 ]  |
| 1996   | Masculine Mescaline                                                          | Charlotte                 | 短編 | [ 注釈 7 ]  |
| 1997   | BULLET バレット Livers Ain't Cheap (別名:The Real Thing）                    | Lisa Tuttle               |      | [ 注釈 8 ]  |
| 1997   | ウェルカム・トゥ・サラエボ Welcome to Sarajevo                               | Annie McGee               |      |             |
| 1998   | 迫撃者 Boogie Boy                                                            | Hester                    |      | [ 注釈 9 ]  |
| 1998   | ブランニュー・ワールド Brand New World (別名:Woundings)                      | Kim Patterson             |      | [ 注釈 10 ] |
| 2002   | The Honeytrap                                                                | Catherine                 |      | [ 注釈 11 ] |
| 2003   | Hey Mr DJ                                                                    | Angela                    |      | [ 注釈 12 ] |
| 2008   | The Conservatory                                                             | Audition Monitor          | 短編 | [ 注釈 13 ] |

### テレビドラマ/テレビ映画
| 公開年 | 邦題 原題                 | 役名                    | 形態           | 備考                         |
| ------ | ------------------------- | ----------------------- | -------------- | ---------------------------- |
| 1988   | Tickets for the Titanic   | Polly                   | ドラマ         | Episode: "Everyone a Winner" |
| 1994   | Override                  | Avis                    | テレビ短編映画 | [ 注釈 3 ]                   |
| 1996   | Strangers                 | Jennie                  | ドラマ         | Episode: "Costumes"          |
| 2001   | Dark Realm                | Emma                    | ドラマ         | Episode: "Emma's Boy"        |
| 2003   | リバーワールド Riverworld | Alice Lidell Hargreaves | テレビ映画     |                              |

## 受賞・ノミネート
| 映画賞                             | 部門         | 作品                      | 結果       | 出典   |
| ---------------------------------- | ------------ | ------------------------- | ---------- | ------ |
| 全米映画批評家協会賞               | 最優秀女優賞 | あなたがいたら/少女リンダ | 受賞       | [ 2 ]  |
| イブニング・スタンダード英国映画賞 | 最優秀女優賞 | あなたがいたら/少女リンダ | 受賞       | [ 11 ] |
| 英国アカデミー賞                   | 最優秀女優賞 | あなたがいたら/少女リンダ | ノミネート | [ 10 ] |

## 書籍（自伝）
- Lloyd, Emily (2014). Wish I Was There. John Blake Publishing. ISBN 978-1782199588